# Nina Kraft (Moderatorin)

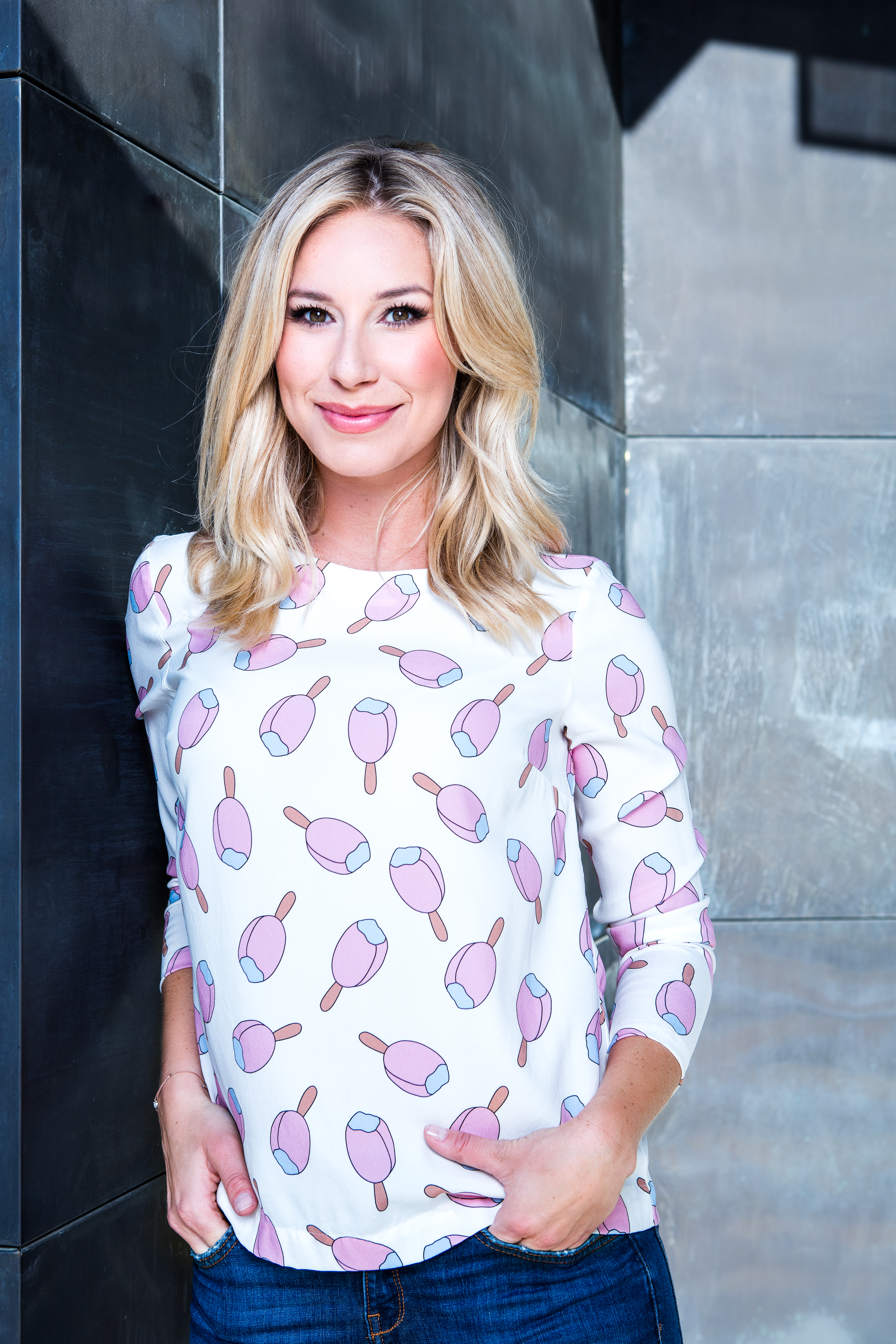
Nina Kraft (2016)

Nina Kraft (* 1985 in Linz, Oberösterreich) ist eine österreichische Fernsehmoderatorin.

## Werdegang
Nina Kraft wuchs in Linz auf. Schon während der Schulzeit stand sie als Moderatorin auf der Bühne, unter anderem für ein Jugendkulturfestival. Erste Berührungspunkte mit dem Österreichischen Rundfunk gab es im Alter von 17 Jahren bei einer Radiosprecherausbildung im ORF-Funkhaus Wien.
Nach der Matura, die Kraft im Jahr 2003 ablegte, begann sie ein Studium an der Universität für künstlerische und industrielle Gestaltung in Linz. Ab dem Jahr 2004 war Kraft als Redakteurin und Moderatorin beim oberösterreichischen Privatsender LT1 beschäftigt. Dort war sie u. a. für den Aufbau eines TV-Studenten- & Bildungsmagazins verantwortlich. 2007 entstand ihr eigenes Wochenendmagazin mit dem Titel „voll:kraft“. Kraft agierte sowohl als Moderatorin als auch als Sendungsverantwortliche.
Im Jänner 2016 wechselte Kraft zum ORF-Landesstudio Salzburg, wo sie die Sendungen „Salzburg heute“ auf ORF2 und „Mittagszeit“ in Radio Salzburg moderierte.
Von 2016 bis 2017 moderierte sie die Salzburg-Ausgaben (vertretungsweise manchmal auch in anderen Bundesländern) des ORF-Frühfernsehens Guten Morgen Österreich.
Von Oktober 2017 bis Dezember 2018 moderierte sie, abwechselnd mit Lukas Schweighofer, das Vorabend-Magazin Daheim in Österreich, in ORF 2.
2017 und 2018 sowie 2020 moderierte Nina Kraft die Liveübertragung der „Licht ins Dunkel“-Spendengala in ORF2.
Kraft studiert „Marketing & Management Competences“ an der Donau-Universität Krems. Kraft ist diplomierter systemischer Coach & Berater (CoachTrainerAkademie Schweiz). Neben ihrer Tätigkeit für Radio und Fernsehen ist sie auch als Event-Moderatorin und Unternehmerin tätig.
2019 moderierte Nina Kraft live den größten Jungunternehmer Summit des Landes der Jungen Wirtschaft.
2021 nahm sie an der ORF-Tanzshow Dancing Stars teil. Ihr Tanzpartner war Stefan Herzog.